# 三上藩
三上藩（みかみはん）は、現在の滋賀県野洲市三上に存在した藩。藩庁は三上陣屋（城主格）。

## 藩史
藩主家は遠藤家である。遠藤家は美濃郡上藩2万4000石を領していたが、元禄2年（1689年）に第4代藩主遠藤常春が謎の死を遂げると、これが家臣団を二分する家督騒動に発展した。跡目を相続した遠藤常久も元禄6年（1693年）、7歳で夭逝するに及び、郡上藩遠藤家は無嗣改易となった。しかし藩祖・遠藤慶隆の功績が特に考慮された結果、時の将軍・徳川綱吉は側室・お伝の方の妹と旗本・白須正休の間の長男を、いったん遠藤家の姻戚にあたる美濃大垣新田藩主・戸田氏成の養子としたうえで、これを改めて遠藤家に入れて遠藤胤親と名乗らせ、この胤親に常陸・下野で都合1万石を与えた。こうして旧郡上藩遠藤家とはまったく無縁ながらも胤親が大名に取り立てられたことで、遠藤家は形ながらも家名存続を果たした。この胤親が元禄11年（1698年）に近江四郡に移封となり、三上藩が立藩した。
若年寄となった第5代藩主・遠藤胤統は、嘉永5年12月（1853年2月）、江戸城西の丸造営の功績を賞されて2000石の加増を受けた。幕末の万延元年（1860年）には城主格に格上げされている。胤統は文久3年（1863年）に隠居し、跡を孫の遠藤胤城が継いだ。胤城は講武所奉行に任じられ、長州征伐などに活躍した。徳川慶喜の代には奏者番に任じられて将軍側近となり、佐幕派としての立場を貫いた。このため、慶応4年（1868年）1月に新政府から朝敵と見なされて領地を召し上げられた。しかし同年5月には罪を許されて領地を戻され、翌年6月に三上藩知事に任じられた。胤城はその後明治3年4月14日（1870年7月31日）に藩庁を和泉国吉見に移したため、以後は吉見藩と呼ばれることとなった。

## 現存建物
- 伝裏門 - 三上の集落内の個人宅に移築
- 永原御殿 - 草津市の芦浦観音寺書院に移築されている。（重要文化財）貞享3年（1686年）幕府の命により廃城。将軍上洛御殿の一つ。この他、近江に柏原御殿・伊庭御殿・水口城御殿がある。
- 伝門 - 野洲市の浄専寺に移築されている。

## 歴代藩主
遠藤家
譜代格。1万石→1万2000石。
1. 遠藤胤親（たねちか）【元禄11年（1698年）3月7日藩主就任 - 享保18年（1733年）9月25日隠居】
2. 遠藤胤将（たねのぶ）【享保18年9月25日藩主就任 - 明和8年（1771年）4月12日死去】
3. 遠藤胤忠（たねただ）【明和8年6月4日藩主就任 - 寛政2年（1790年）2月20日隠居】
4. 遠藤胤富（たねとみ）【寛政2年2月20日藩主就任 - 文化8年（1811年）6月23日隠居】
5. 遠藤胤統（たねのり）【文化8年6月23日藩主就任 - 文久3年（1863年）9月25日隠居】
6. 遠藤胤城（たねき）【文久3年9月25日藩主就任 - 明治3年（1870年）4月14日移封】

## 幕末の領地
近江国、和泉国の領地は吉見藩に引き継がれたが、安房国平郡5村、安房郡9村は長尾藩に編入された。